# 詹姆斯·哈格蒂
詹姆斯·哈格蒂（英語：James Haggarty，1914年4月14日—1998年3月8日），加拿大男子冰球运动员，场上位置是前锋。他曾代表加拿大参加1936年冬季奥林匹克运动会冰球比赛，获得一枚银牌。